# 드램샵 법
|                                                      |
| 불법행위법                                           |
| 영미법 시리즈                                        |
| 과실                                                 |
| 주의의무 · 주의기준                                  |
| 근인 · 사실추정의 원칙                               |
| 과실계산 · 가해자 완전책임                           |
| 과실의 정신적 가해행위                               |
| 구조원칙 · 구조의무                                  |
| 법률상 불법행위                                      |
| 제조물책임법 · 고위험 행위                           |
| 불법침입인 · 승낙출입자 · 고객                       |
| 유인적 위험물                                        |
| 재산관련 불법행위                                    |
| 불법침해 · 컨버전                                    |
| 압류동산회복소송 · 동산점유회복소송 · 횡령물회복소송 |
| 유해물                                               |
| 근린방해 · 라일랜즈 대 플레처 판결                   |
| 의도적 불법행위                                      |
| 폭행위협 · 폭행 · 불법감금                           |
| 정신적 피해                                          |
| 승낙 · 필요 · 자기방어                               |
| 명예관련 불법행위                                    |
| 명예훼손 · 사생활 침해                               |
| 신뢰훼손 · 절차악용                                  |
| 악의적 기소                                          |
| 경제적 불법행위                                      |
| 사기 · 불법적 간섭                                   |
| 음모 · 영업방해                                      |
| 의무, 변론, 구제방법                                 |
| 상대적 과실과 과실 기여                              |
| 명백한 회피 기회 원칙                                |
| 상급자책임 · 동의는 권리침해 성립을 조각             |
| 패륜적 계약에서 채권발생 없다                        |
| 손해배상 · 금지명령                                  |
| 영미법                                               |
| 미국의 계약법 · 미국의 재산법                        |
| 미국의 유언신탁법                                    |
| 미국의 형법 · 미국의 증거법                          |

드램샵 법(Dram shop act)은 미국의 불법행위법으로 술을 마신 고객이 일으키는 사고나 손해에 대한 술집의 책임을 규정한 제정법을 말한다.
이 법은 주점이 미성년자나 술에 많이 취한 이에게 술을 무책임하게 파는 것을 제한하기 위한 것이다. 이 법은 개인의 책임과 의무에 제한을 가한다는 이유로 비판을 받고 있다. 캘리포니아주의 경우 술집 주인의 무과실 책임을 인정하지 않고 있다.